# با عشق برای دوتای ما
«با عشق برای دوتای ما» (به پرتغالی: Amar pelos dois) تک‌آهنگی از هنرمند اهل پرتغال سالوادور سوبرال است که در سال ۲۰۱۷ میلادی منتشر شد. این ترانه نماینده کشور پرتغال در مسابقات سالیانه یوروویژن ۲۰۱۷ بود که  رتبه اول را به خود اختصاص داد. 
به خاطر قوانین مسابقات یوروویژن به دلیل کسب رتبه اول توسط نماینده پرتغال دور بعدی مسابقات (یوروویژن ۲۰۱۸) به میزبانی کشور پرتغال برگزار شد.